# Vuk Karadžić
Vuk Stefanović ↓1 Karadžić (Tršić, 7. studenoga 1787. – Beč, 7. veljače 1864.), bio je srpski jezikoslovac i reformator srpskoga jezika, folklorist i skupljač narodnih umotvorina. Pokraj jezičnoga rada politički značaj Vuka Karadžića za suvremenu srpsku i južnoslavensku povijest je bitan jer su njegove teze značajno utjecale na velikosrpski pokret.

## Životopis
Vuk Karadžić rođen je u obitelji u kojoj su djeca umirala, pa je dobio ime Vuk kako ga vještice ne bi ubile. Rođen je u selu Tršiću u Osmanskom Carstvu (danas Srbija). Očevim podrijetlom (baka i djed) je iz plemena Drobnjaci (suvremena Crna Gora, oblast između sadašnjih općina Žabljak i Šavnik), iz sela Petnjica, a majka mu je rođena u Bratonožićima u Crnoj Gori. Pisati i čitati naučio je kod rođaka Jevte Savića, jedinog pismenog čovjeka u kraju. Obrazovanje je nastavio početkom 1796. godine u Loznici koju napušta u trećem razredu zbog izbijanja kuge, a poslije ga otac šalje u manastir Tronošu gdje je učio "bekavicu" (sricanje iz bukvara) i časoslov. Kako ga u manastiru nisu podučavali, nego tjerali čuvati stoku, otac ga je vratio kući. Po izbijanju Prvoga srpskog ustanka, 1804. godine, postao je pisarom u četi harambaše Ćurčije a s jeseni iste godine otac ga šalje u Srijemske Karlovce, gdje nastavlja školovanje. Godinu dana učio je privatno a jednu godinu kao redoviti đak škole za obrazovanje klerika (tu mu je nastavnikom bio Lukijan Mušicki) gdje je učio srpski i njemački jezik, slavensku gramatiku, aritmetiku i katekizam. Pošto nije dobro svladao njemački jezik nije mogao nastaviti školovanje u karlovačkoj gimnaziji te odlazi u Petrinju učiti njemački jezik. U Srbiju se vratio uljeto 1807. godine. Poslije stiže u Beograd kako bi upoznao Dositeja Obradovića, svog voljenog prosvjetitelja. Dositej Obradović nije ga prihvatio, pa je Vuk razočaran otišao u Jadar i počeo raditi kao pisar u stožeru Jakova Nenadovića. U to vrijeme, 1807. godine, nastao je njegov prvi poznati spis Svidetelstvo. Nakon otvaranja Velike škole u Beogradu, Vuk je postao njezin đak. U Beogradu zdravstveno stanje mu se pogoršalo (od djetinjstva je bolovao od kostobolje) i 1808. godine odlazi na liječenje, prvo u toplice u Mehadiju (Vlaška), potom u Novi Sad a nakon toga, uljeto 1810. godine, u Budim. Ujesen iste godine vraća se u Srbiju, u Beograd, sa zgrčenom lijevom nogom u koljenu i štulom i živi kao privatni učitelj u "maloj školi". S proljeća 1811. godine upravitelj je carinarnice u Kladovu a 1812. godine u Negotinu obavlja poslove za Karađorđa te u Vidinu pregovara s Mula-pašom. U svibnju 1813. godine, po Karađorđevu nalogu zamijenio je Jefta Savića u Brzoj Palanci na dužnosti sudca i upravitelja a kada ustanak propada (1813.), odlazi u Beč. U Beč stiže u studenome iste godine i kako sâm reče, "barem od sve muke ne bi li nemecki naučio".
U Beču upoznaje Jerneja Kopitara koji mu dalje pomaže u ostvarenju planova. Započeo je svoj rad na reformi srpskoga jezika i pravopisa i uvođenju narodnog jezika u književnost. Slavno pravilo V. S. Karadžića »Piši kako govoriš«, imali su Hrvati prije Karadžića, a Karadžić ga je jednostavno izvadio iz djela Nijemca Johanna Adelunga, Vollständige Anweisung zur Deutschen Orthographie, nebst einem kleinen Wörterbuche für die Aussprache, Orthographie, Biegung und Ableitung (1788.); koje glasi Schreib wie du sprichst (Piši kako govoriš). Svi Karadžićevi životopisi ističu velik utjecaj Jerneja Kopitara na njegov rad. U početnim Karadžićevim koracima Jernej Kopitar bio je glavni pokretač. Općenito je potvrđena misao, da nije bilo Jerneja Kopitara, nikada ne bi bilo Karadžića, ni njegovih zasluga za srpski jezik. Zbog problema s knezom Milošem Obrenovićem bilo mu je zabranjeno tiskati knjige u Srbiji. Svojim radom stječe prijatelje i pomoć u Rusiji, gdje dobiva stalnu mirovinu 1826. godine. U obitelji mu je ostala živa samo kći Mina Karadžić.
Jernej Kopitar je kao dvorski činovnik redovito podnosio izvještaje austrijskom redarstvu, koje je stanovito vrijeme i financiralo rad Vuka Stefanovića Karadžića. Imajući na umu interese Austrijskog Carstva da Srbe udalji od Ruskog Carstva koje je u to doba planiralo zauzeti cijeli balkanski prostor, Jernej Kopitar je predlagao stvaranje jedne srpske nacije koja bi obuhvatila katoličke Hrvate (s izuzetkom kajkavaca, koje su Jernej Kopitar i Vuk Karadžić smatrali Slovencima) i pravoslavne Srbe; Jernej Kopitar je ocjenjivao da bi jedna takva katoličko-pravoslavna nacija bila sklonija suradnji s Austrijom. Austrijske redarstvene vlasti su ocijenile da Vuk Karadžić nije posve predan austrijskim interesima, te su u kasnijim desetljećima prema njemu pristupale s oprezom.
Vuk je umro u Beču 1864. godine. Njegovi posmrtni ostatci preneseni su u Beograd 1897. godine i s velikim počastima pokopani u Sabornoj crkvi, pokraj Dositeja Obradovića.

## Filološki rad
U prvoj polovici 19. stoljeća, uz pomoć tadašnjih vrhunskih filologa, kao što su braća Grimm i austrijskih vlasti koje je predstavljao Jernej Kopitar, glavni habsburški cenzor za slavenske knjige, Vuk Stefanović Karadžić počeo je opsežnu reformu srpskoga jezika.
Ta je reforma počela u ranome razdoblju, prije 1814. godine, kada je tiskana prva srpska gramatika, Karadžićeva Mala srbska pismenica, u kojoj je u dobroj mjeri već prihvatio slovopisna rješenja Save Mrkalja iz 1810. godine. Karadžić je dosta brzo, već pri pojavi Srpskog rječnika, formulirao svoj nacionalnojezični program. Iako je među srpskim piscima ranijega razdoblja (npr., kod Gavrila Venclovića) bilo djela pisanih srpskim vernakularom, Vuk je Karadžić prvi izgradio načela novoga srpskog standardnog jezika. Osnovna načela Karadžićeve reforme mogu se sažeti u tri točke:
- izjednačavanje narodnog i književnoga jezika, tj. inzistiranje na folklornim jezičnim oblicima, za koje se smatralo da su pouzdan vodič zabilježen u narodnim pjesmama i poslovicama;
- prekid sa svim starijim oblicima srpske književnosti i pismenosti i novo utemeljenje standardnoga jezika bez oslona na književnu tradiciju;
- i, novoštokavski folklorni purizam, što se očitovalo u čišćenju jezika od crkvenoslavizama koji su identificirani kao ruskocrkvena naplavina koja ne odgovara glasovnoj i gramatičkoj strukturi srpskoga jezika.

Iako je s vremenom sve bolje upoznavao srpsku jezičnu i književnu baštinu, od srbulja do hagiografskih djela iz doba srednjega vijeka, postojećih u kasnijim prijepisima, Karadžić je bio otprije svjestan kako tradicija staroslavenskoga jezika srpske suvrsti nije njegov glavni problem, kao ni uvezeni ruskocrkveni jezik koji se ukorijenio u liturgiji- već slavenosrpski jezik, križanac ruskocrkvenoga i govornoga jezika vojvođanskih građanskih klasa, na kojem je već postojalo nezanemarivo književno stvaralaštvo, i čiji su protagonisti (Milovan Vidaković, Miloš Svetić), uz potporu patrijarha Stracimirovića, bili glavni Vukovi protivnici.
Bit spora nije ležala u akademskim nijansama, nego u samodefiniciji srpske nacionalne kulture toga doba. Ukratko: iako se veoma često, poglavito u popularizatorskim djelima i širokim krugovima, srž Karadžićeve jezične preoblike traži u grafijskoj i pravopisnoj promjeni, to je tek tehnički vid njegova prevrata. Glavna razlučnica spora bješe u tom što je Karadžić, u općem smjeru djelovanja, jezik oblikovao prema idealiziranom uzoru srpskih seoskih govora, kao i to što se dio njegovih jezikoslovnih inovacija ili oslanjao ili bio na crti već postojećih ostvarenja hrvatske jezične kulture. Sam je Karadžić tijekom rada dotjerivao jezični izraz, jer je bio svjestan kako nema ujednačenoga govora koji bi mogao biti jednostavno «prepisan», no ostaje činjenica da je njegov ustrajni i strpljivi terenski rad u bilježenju narodnih poslovica, pjesama i priča (ne samo srpskih, nego i hrvatskih, crnogorskih i bošnjačko-muslimanskih), ali samo pod srpskim imenom, bio pokazatelj folklorističke usmjerbe cijeloga njegova rada, a taj segment je i bio metom kritika obrazovanih slojeva. Naime, govorni jezik priprostog puka nema razvijen intelektualni ni misleni rječnik, pa su mu protivnici prigovarali da osiromašuje srpski jezik. Ta je zamjerka imala smisla, no samo kratkoročno. Budući da srpska uljudba nije imala razvijene i ukorijenjene tradicije na vernakularu, a slavenosrpski križanac je bio potpuno umjetan jezik kojim ne samo što nije govorio nitko, nego i bez gramatičkih pravila, te i principa po kojima bi se napravila takva pravila, jedini put u budućnost je vodio preko rušenja tadašnje vladajuće jezične kulture. U tom pothvatu nije nedostajalo nihilizma, no, nije se ni mogao svesti jedino na razorno djelovanje: srpska narodna poezija pokazala se mostom koji vodi od pamćenja na srednjovjekovnu kulturu i uspostavlja kontinuitet na razini narodnih i vjerskih simbola identifikacije. Glede pak optužbi da Karadžić profilom svojim reformi želi Srbe pokatoličiti (jer je nemali dio njegovih odredaba već postojao u hrvatskim i katoličkim pisanim djelima, književnim i leksikografskim), osim vidljive nebuloznosti takvih inkriminacija, zanimljivim ostaje pitanje u kojoj su mjeri hrvatska (slovinska, ilirska) djela utjecala na njegovu jezičnu stilizaciju. Za sada, sa sigurnošću se može reći da jesu, no stupanj utjecaja je teško odrediti: Vuk je posjedovao više hrvatskih leksikografskih djela (rječnike i slovnice Della Belle, Mikalje, Belostenca, Stullija), te književna djela pretežno slavonskih pisaca (Relkovića, Kanižlića, Ivanošića), te pokojega dubrovačkog (kasnija izdanja Gundulića) - no, vjerojatno je najbliže istini da je našao u njima određen broj rješenja koja je uporabio u stilizaciji svoga oblika jezika, no i to da je opći smjer hrvatskoga jezikoslovlja i književnosti bio stran njegovu duhu koji je idealizirao pučki idiom, te u cjelini odbijao «gospodski» ili «varoški» oblik jezika - makar taj nastao i na štokavskom vernakularu. Spoznaja da je Karadžićevu slovopisnu i pravopisnu reformu zacrtao, pa i u detaljima osmislio Jerner Kopitar bila je poznata u srpskoj javnosti, no vremenom je pala u zaborav.

### Pansrpska ideologija
Negativna posljedica Karadžićeva polemičko-publicističkoga djelovanja bilo je njegovo zasnivanje pansrpske ideologije temeljene na pojednostavljenom shvaćanju jezično-dijalektalnih zakonitosti i povijesti (Srbi svi i svuda). U biti, Karadžić je izjednačio sve govornike štokavskoga narječja s etničkim Srbima, postavivši temelje velikosrpske ideologije u kulturnopovijesnom obliku. Iako se ne može sam okrivljavati za te stavove (koje je, čak i u radikalnijem obliku, zastupala rana slavistika u radovima Dobrovskog ili Šafařika) - ostaje činjenica kako Karadžić nije, ni nakon polemike s hrvatskim filolozima poput Bogoslava Šuleka, odstupio od svojih stajališta, iako ih nije mogao uvjerljivo argumentirati. Time je doprinio rastu netrpeljivosti, koju ni jasno odricanje i nijekanje štokavsko-srpske kvazijednadžbe njegova najpoznatijega nasljedovatelja Đure Daničića, nije bitno umanjilo, te koja i dalje dominira srpskom jezičnopovijesnom ideologijom.
S druge strane, ova se analiza može objasniti, iako se ne i opravdati, Karadžićevom tvrdnjom da se određen broj naroda u svijetu obilježava pripadnošću jeziku kojim govori, a ne vjerom. Tako dakle, u Rumunjskoj postoji katolička manjina koja se pak smatra rumunjskom. No, taj pristup pada u vodu jer je Karadžić bio upoznat, preko Šulekova orječja "Srbi i Hrvati", 1856. godine, s činjenicom da velik broj pisaca od 16. do 19. stoljeća, a koji pisahu na štokavštini, svoj jezik izrijekom nazivaju hrvatskim (Dominko Zlatarić, Juraj Radojević, fra Luka Terzić, Mavro Vetranović, Lovro Šitović Ljubušak, ...) ili izjednačuju pojmove "ilirski", slovinski" i hrvatski (Jakov Mikalja, Joakim Stulli), pa se Karadžićevo stajalište ne može opravdati neobaviještenošću (kao što je to pokušao Vatroslav Jagić 1864. godine u tekstu "Zasluge Vuka Štefanovića Karadžića za naš jezik".)
Karadžićeva kapitalna djela, među kojima se ističu prvo izdanje Srpskog rječnika (1818.), drugo, znatno prošireno (1852.), te prijevod Novoga zavjeta (1847.), postavili su temelje za suvremeni standardni srpski jezik.

### Slovopis i pravopis
Na tehničkoj razini, Karadžićeva reforma manifestirala se u novoj srpskoj ćirilici u kojoj su izbačeni nepotrebni poluglasnici (ъ, ь), apsorbirani grafemi za lj, nj, dž koje je predlagao Sava Mrkalj (Karadžić je gotovo u potpunosti preuzeo grafiju "narodnog" pisanog idiolekta Gavrila Stefanovića Venclovića, monaha u manastiru Rači s konca 17. i početka 18. stoljeća, te je uveden grafem j iz latinice. Novi fonološki pravopis, primjeren prozirnom idiomu kakav je novoštokavski, zamijenio je stariji tvorbeno-morfološki pravopis. Jezični supstrat je bila novoštokavska ijekavština (istočnohercegovačko-krajiški dijalekt), koju je Vuk Karadžić stilizirao dijelom i prema hrvatskim pisanim djelima (tjerati mjesto ćerati, hoću mesto 'oću). No, zbog utjecaja srpske građanske klase u Vojvodini i Srbiji, ta je reforma prihvaćena u nešto izmijenjenom obliku: ijekavski refleks jata (ě) je zamijenjen ekavskim (dete mjesto dijete). Srpski književni jezik ijekavskoga refleksa jata ostao je među manjinskim Srbima u Crnoj Gori, BiH, zapadnoj Srbiji kao i među Srbima u Hrvatskoj.

### Utjecaj hrvatske književne i jezične baštine
Pitanje utjecaja hrvatske književnojezične baštine i suvremenika na Kopitar-Karadžićev jezični model bilo je aktualno od samoga početka toga projekta, no interes za to jače je oživio tek potkraj 20. stoljeća, tijekom raspada Jugoslavije, budući da ta tema bijaše tabuizirana zbog nekoliko silnica, a u srži joj leži pretenzija srpskoga nacionalizma na hrvatsku jezičnu i književnu baštinu: budući da je u vizuri velikosrpskoga nacionalizma hrvatski jezik samo derivat srpskoga (utjecaj teza rane slavistike Dobrovskog, Kopitara, Šafarika, Miklošiča), iznošenje podataka i istraživanje tijekova Karadžićeve jezične standardizacije, te činjenica ukazujućih na to kako su mnogi hrvatski autori utjecali na taj jezični tip konačno je smjeralo tomu da ukaže na to da je srpski jezik "mlađi" od hrvatskoga i da svoju modernu fizionomiju duguje, u nemaloj mjeri, hrvatskomu korpusu. U sljedećim djelima utvrđeno je:
- Kopitar je Karadžiću stilizirao pravopis ponajviše po uzoru na Kačićeva djela, te djela dubrovačkih autora u kojima je prevladavao fonološki pravopis (izsjeći>isjeći, razstaviti>rastaviti, razpad>raspad, gostba>gozba, radostno>radosno, težko>teško, sladko>slatko, devetdeset>devedeset ...), no u nekim je detaljima otišao i dalje, jer su, n.pr., Zlatarić i Držić pisali odprije, nadkrili, predka, obstoji, ..., dok u "Srpskom rječniku" iz 1818. nahodimo načelo pisanja: otprije, natkrili, pretka, opstoji
- u "Srpski rječnik" iz 1818., a još više u onaj iz 1852., ušlo je mnogo riječi iz hrvatskih dopreporodnih rječnika. Pritom valja napomenuti da je Karadžić uglavnom rabio pučke riječi - posve u skladu s ideologijom idealiziranoga "narodnoga jezika", pa nije uveo pojmove iz intelektualne sfere, niti civilizacijskoga nazivlja koje se baš u to doba, napose u prijelomnom rječniku Mažuranića i Užarevića: "Němačko-ilirski slovar", 1842., stvaralo ubrzanim tempom. Također, nasuprot jezičnom čistunstvu hrvatskih jezikoslovaca i pisaca, Karadžićev purizam bio je poglavito uperen potiv rusizama i crkvenoslavizama vrlo zastupljenih u slavenosrpskome jeziku. Prema turcizmima i orijentalnim islamizmima Karadžić je bio ravnodušan.
- poznata su Karadžićeve izjave koje ukazuju da se naslonio na tradiciju hrvatskoga štokavskoga pisanja: "Svi Slavenski narodi kromě Serbalja vostočnog' věroispovědanija imaju svoje Rěčnike. Mi ga sami trebamo...Ja sam takovij Rěčnik preduzeo, i već skupio. On će pomenutim' potrebama udovletvoriti. Soderžavaće sve Serbske rěči, koe se nalaze u Rěčnicima: Kurcbekovom' (koi e samo imenom Serbskij), Dellabelli, Belostencu, Jambrešiću, Stulliju, Voltičžiu, Hajmu; a imaće jošt' ednu tretinu pravih Srbskih' rěčij, koe se ni u ednome, ot rečenih Rěčnika, ne nalaze." ("U Fruškogorskom' Monastiru Šišatovcu 20ga Marta 1816.; Sabrana dela Vuka Karadžića, 2. tom, Prosveta, Beograd, 1966.: "Objavlenie o serbskome rěčniku"); "{Srbi s pisanjem na narodnom jeziku} nisu uranili prije druge polovine osamnaestoga vijeka dok su braća zakona Rimskoga, osobito Dubrovčani i Dalmatinci, pisali u šesnaestome vijeku u najveći jek!!" (V.S. Karadžić: Skupljeni gramatički i polemički spisi, III., 1896., Beograd, str. 260.); "Da sam sve napečatio Hercegovački (npr. djevojka, djeca, vidjeti, lećeti i pr.), onda bi rekli Sremci, a osobito varošani i varoške: pa šta sada nama ovaj nameće Horvatskij jezik." (“Narodna srpska pesnarica, čast vtora, Beč, 1815., skupio Vuk Stefanović Karadžić”). No, valja napomenuti da u prvoj fazi djelovanja, koja se protegla do 1830-ih godina, Karadžić nije rabio u svojim rječnicima i zbirkama umotvorina glasove /h/ i /f/, koje je tekar kasnije dodao, pa je pretjerana teza o njegovu djelovanju kao navodno pukom prepisivanju hrvatske rječničarske baštine, budući da su u njoj nazočni navedeni fonemi bez kojih nema niza posve uobičajenih riječi (hitar, hrabar, h(o)tjeti, fino, ...). Od većeg je značaja otkriće isusovca Franje Galinca, u poraću likvidiranoga od komunističkih vlasti, kako je Karadžić doslovno prepisao golemu većinu "srpskih" narodnih poslovica iz rječnika Ardelia Della Belle[12]

Ove iskaze valja promotriti u surječju stvaranja suvremenoga srpskoga standarda: Kopitar i Karadžić su se u koncepciji pravopisa i, većim dijelom, izboru riječi, naslonili na već postojeću hrvatsku rječničarsku i gramatičku tradiciju, te jezik književnosti. No, budući da je idolizacija "narodnoga jezika" imala prevagu, u Karadžićev korpus nisu ušle već postojeće riječi iz strukovnoga ili znanstvenoga nazivlja; sama je slovopisna reforma bila borba unutar srpske kulturne elite, budući da je većina Hrvata ionako pisala na nekom tipu latinice. Štetan je utjecaj na suvremeni hrvatski jezik, preko tzv. "hrvatskih vukovaca" poput Maretića izvršila folklorizacija jezika koja je u velikoj mjeri smanjila uporabu participa i, susljedno, povećala broj zavisnih rečenica. Stoga se, zaključno, može reći da je hrvatski utjecaj na Karadžićev jezični model bio vrlo znatan, no nije se poklapao u nekim ključnim dijelovima (oslon na tradiciju prema prijekidu s tradicijom), a u za Srbe iznimno važnom dijelu slovopisne reforme sveo se jedino na Karadžićevo prihvaćanje grafema /ć/ iz bosančice.

## Nefilološki rad
Karadžić je pored svog najvećeg doprinosa na jezikoslovnom planu, dao vrlo značajan doprinos i srpskoj antropologiji u kombinaciji s onodobnom etnografijom. Uz etnografske zapise ostavio je zapise i o fizičkim osobinama tijela. U književni jezik je unio bogatu narodnu terminologiju o dijelovima tijela od tjemena do stopala. Treba napomenuti da su ovi termini dio standardnoga srpskoga strukovnog nazivlja, kako u znanosti tako i u svakodnevnom govoru. Dao je, između ostaloga, i svoje tumačenje veze između prirodnoga okoliša i stanovništva, a tu su i dijelovi o prehrani, o načinu stanovanja, higijeni, bolestima, kao i o pogrebnim običajima. U cjelini gledano, ovaj značajni doprinos Vuka Karadžića zaslužuje novu analizu suvremene antropologije.

## Počasni građanin Zagreba
Vuk Karadžić je 16. rujna 1861. godine imenovan počasnim građaninom Zagreba, kada mu je Zastupništvo grada Zagreba dodijelilo Povelju počasnoga građanina, kojom je dobio "sva prava, sloboštine i koristi kao što svakom građaninu Zagreba po zakonu i starom narodnom običaju pripadaju". Milorad Pupovac, zastupnik srpske manjine u Saboru, objasnio je kako je Karadžiću povelja dodijeljenja "najvjerojatnije jer je bio aktivan i zapažen član ilirskoga pokreta u 19. stoljeću te zbog velikoga doprinosa jezikoslovlju".

## Djela
Nepotpun popis:
- Mala prostonarodna slavenoserbska Pesmarica, 1814.
- Pismenica serbskoga jezika, po govoru prostoga naroda, 1814.
- Srpski rječnik, 1818. (2. izd. 1852.)
- Kovčežić za istoriju, jezik i običaje Srba sva tri zakona, 1849.